# Tantal(V)-fluorid
Tantal(V)-fluorid ist eine anorganische chemische Verbindung des Tantals aus der Gruppe der Fluoride.

## Gewinnung und Darstellung
Die Erstsynthese von Tantal(V)-fluorid wurde von Otto Ruff und Emil Schiller an der Technischen Hochschule Danzig durchgeführt und am 15. Januar 1909 zur Veröffentlichung eingereicht.
Tantal(V)-fluorid kann durch Reaktion von Tantal(V)-chlorid mit Fluorwasserstoff gewonnen werden.
{\displaystyle \mathrm {TaCl_{5}+5\ HF\longrightarrow TaF_{5}+5\ HCl} }
Ebenfalls möglich ist die Darstellung aus den Elementen bei 300 °C
{\displaystyle \mathrm {2\ Ta+5\ F_{2}\longrightarrow 2\ TaF_{5}} }
oder die Reaktion von Tantal mit Zinn(II)-fluorid.
{\displaystyle \mathrm {2\ Ta+5\ SnF_{2}\longrightarrow 2\ TaF_{5}+5\ Sn} }

## Eigenschaften
Tantal(V)-fluorid ist eine feuchtigkeitsempfindlicher farbloser Feststoff, der in Form von stark lichtbrechenden, an der Luft zerfließenden Prismen vorliegt. Er löst sich in Wasser unter Zischen unter Bildung von Tantaloxidfluorid. Rauchende und konzentrierte Salpetersäure löst es nicht so heftig wie Wasser. Kalte konzentrierte Schwefelsäure löst nur geringe Mengen der Verbindung, mit Alkalilaugen und Ether reagiert sie heftig. Trockenes Glas wird bei Raumtemperatur nur langsam angegriffen, bei höherer jedoch rasch. Tantal(V)-fluorid besitzt eine monokline Kristallstruktur mit der Raumgruppe C2/m (Raumgruppen-Nr. 12). Wie auch Molybdän(V)-fluorid und Wolfram(V)-fluorid bildet Tantal(V)-fluorid tetramere Einheiten [MF4F2/2]4 auf der Basis kubisch dichter Kugelpackungen der Fluoratome.

## Verwendung
Tantal(V)-fluorid wird in Kombination mit Fluorwasserstoff als Katalysator und Supersäure verwendet.